# エフェス (ブルワリー)

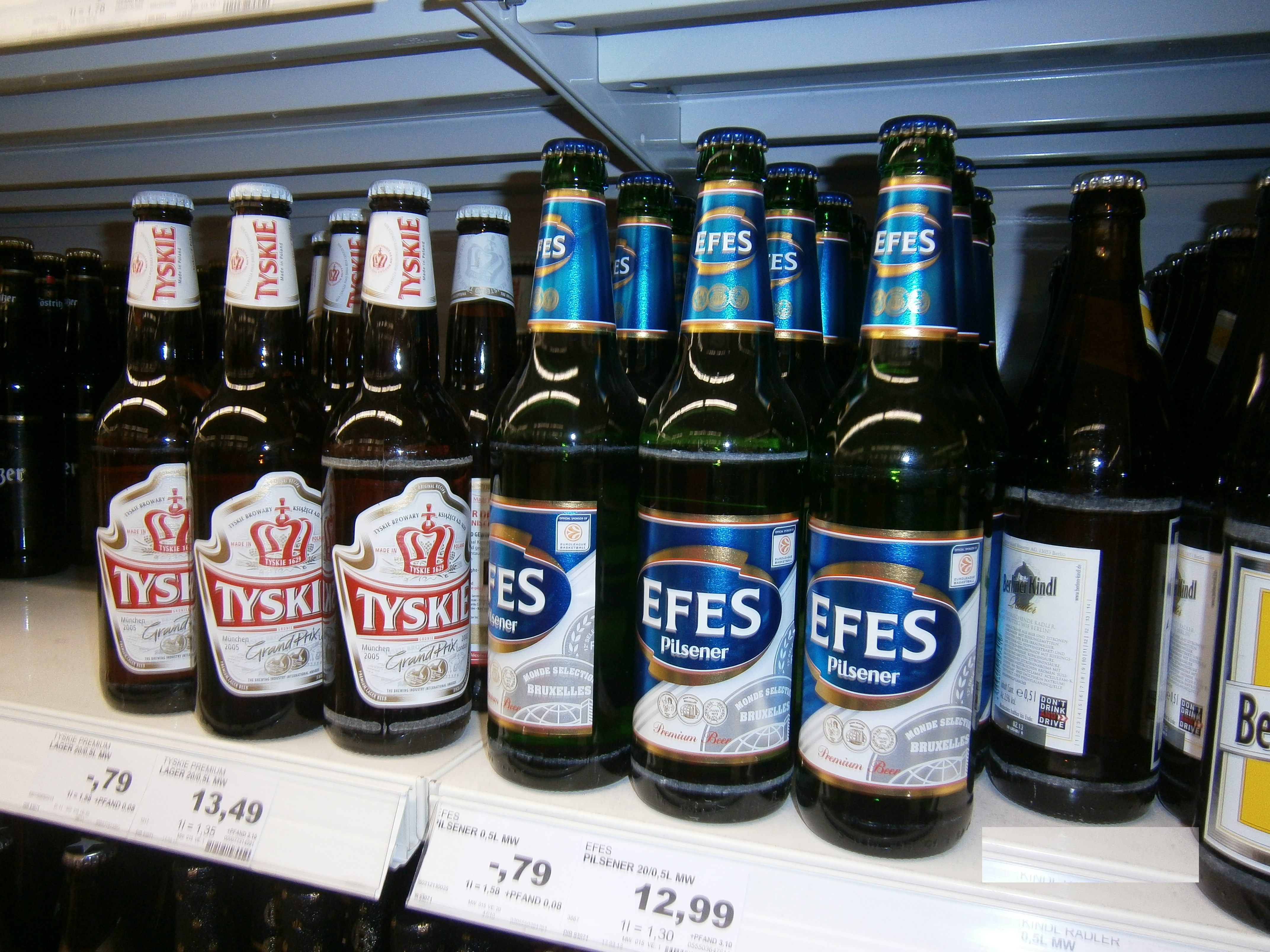
スーパーで販売されるエフェス

エフェス（トルコ語: Efes）はトルコのイスタンブールに本社を置く飲料企業、及びその主力商品であるビールのブランド名である。エフェス・ビヴァレッジグループは1969年に設立され、今日ではトルコ、ロシア、カザフスタン、モルドバ、グルジア、セルビアに合計16のブルワリーを保有している。エフェスという企業名はイズミルブルワリーの傍にあった古代都市、エフェソス（エフェソス公会議で有名、トルコ語ではエフェスと呼ぶ）から採られている。 エフェス・ビヴァレッジグループはアナドルグループの傘下に入っている。エフェス・ビヴァレッジはトルコ、モルドバ、グルジアで市場をリードする立場にあるほか、カザフスタンでは市場2位、セルビアでは市場3位、ロシアでは市場4位の実績を持つ。エフェスはベラルーシでも高い市場シェアを有しており、近年ライセンスを取得してドイツでも生産を開始している。
販売量ヨーロッパ第8位、生産拠点での生産量ヨーロッパ第5位のブルワリーとして、エフェスグループは合計で最大340万リットルの容量を持ち、最大で236,500トンのビールを生産可能である。エフェスグループは世界のビール市場において第12位の実績を持つ
主力商品はエフェス・ピルスナービールである。コメは醗酵過程において香りづけに何ら貢献しないにもかかわらず、醸造段階においてコメを加える事により独特の味わいを持つという主張がなされている（アルコール度数5.0％）。このビールは「ぴりりとしたモルトとホップの香り、口に豊かなモルトの味わい、そして辛みとホップの味わいが出て苦味と甘味が最後に口に広がる」と表現されており、1981年モンドセレクション・ブリュッセル金賞、1979年のGolden Caralious 19th Caralious金賞、1973年のSélection Mondiale Paris金賞、1972年の「第12回世界ビール・ノンアルコール飲料セレクション」スタウトビール部門金賞と白ビール部門銀賞を初め、これまで数多くの賞を受賞している。
エフェス・ベヴァレッジグループはトルコのイスタンブールに本拠地を置くバスケットボールチームで、ヨーロッパの14の国の王者が出場する国際大会、ユーロリーグにも出場しているアナドル・エフェスS.K.のメインスポンサーでもある。エフェス・ピルゼンもまたトルコのフットサル1部リーグのリーグスポンサーとなっている。

## 商品

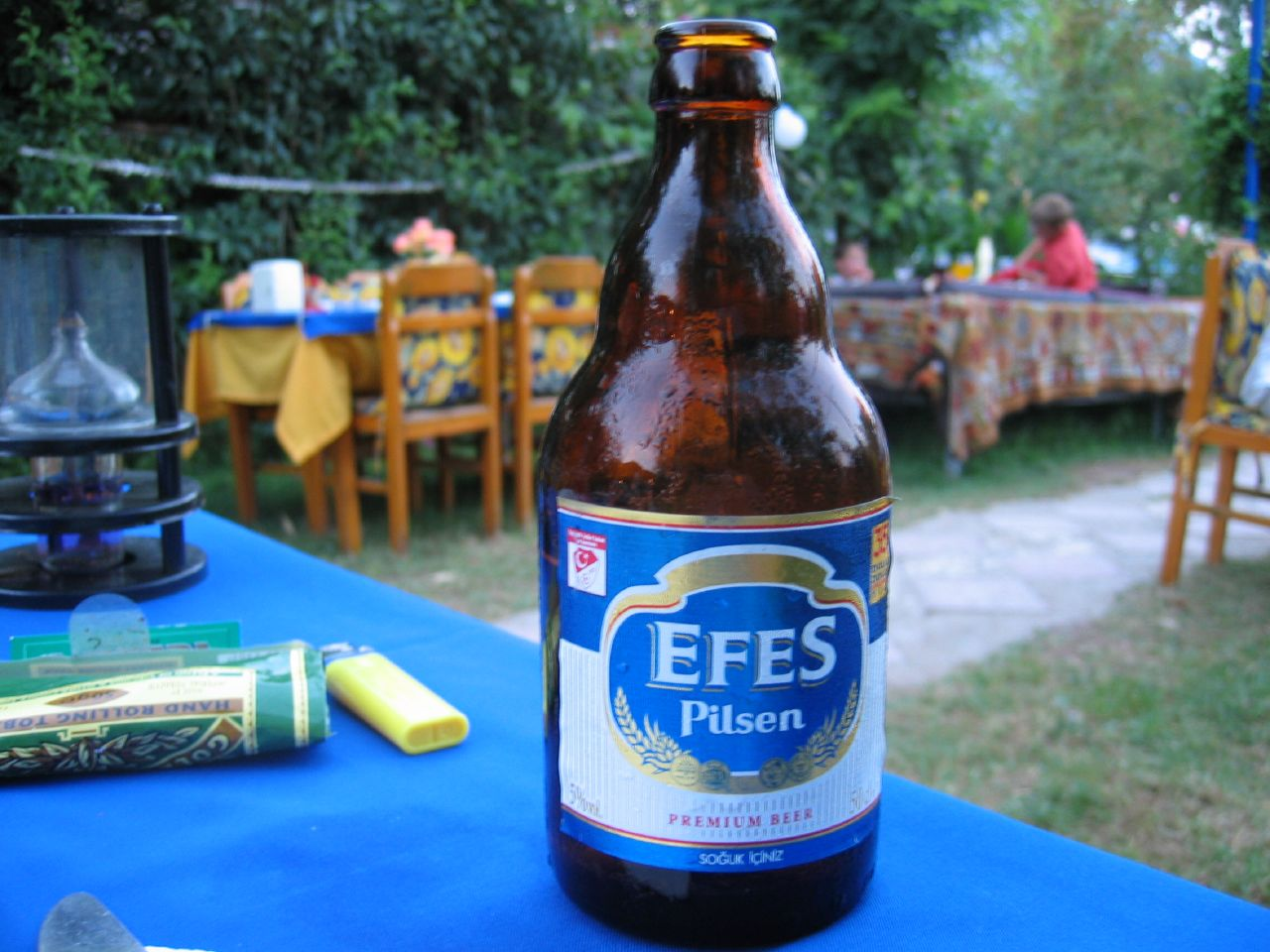
復刻版のエフェスピルゼンの瓶

エフェスの主力商品であるピルスナービールに加えて、「エフェス・ダーク」（アルコール度数6.5％、二度煎りすることでカラメルの色付けを行ったもの）、「エフェス・ライト」（122.7カロリー、アルコール度数3.0％）、「エフェス・エクストラ」（アルコール度数7.5％、ホップの香りが強い）、「エフェス・アイス」（アルコール度数4.2％、口当たりと香りを重視したビールで冷凍醸造を行う）、「エフェス・ダークブラウン」（アルコール度数6.1%、二度煎りすることでコーヒーやチョコレートの色づけを行っている）を含む数種類の他のビールを生産している。トルコで販売されているすべてのエフェス製品には異性化糖が使用されている。
エフェス・ビヴァレッジグループ下の他のブランドとしては、「グスタ」（アルコール度数5.0%）、そしてエフェス社の白ビールブランドである「マリアーキ」シリーズがある。「マリアーキ」シリーズはライムもしくはリュウゼツランの味わいのあるビール「マリアーキ」（アルコール度数4.2%）のほか、「マリアーキ・ブラック」（アルコール度数6.0%）が販売されている。また、マルマラシリーズではアルコール度数の高い「マルマラ・クルムズ」（Marmara Kırmızı、アルコール度数6.1%）や「マルマラ・ゴールド」（Marmara Gold、アルコール度数4.1%）が生産されている。また、この他にリトミクス（Ritmix）と呼ばれる果実のフレーバーが付けられたノンアルコールモルト飲料が生産されている。
トルコ国内では近年、エフェス・ビールグループを通じて様々な国際ブランドのビールを醸造、販売、配布されている。この中には2000年から販売されたミラーや2002年5月から販売されたベックス、2005年3月から販売されたフォスターズ等がある。
国際市場においては、これまでに述べたエフェス製品の生産に加えて、異なる味わいを持つ様々なローカルブランドの提供を行っている。エフェスが生産しているローカルブランドとしては、ロシアのStary Melnik、Bely Medved、Gold Mine Beer、ソコル、クラスニー・ヴォストーク、ヴォストーチュヤ・バーヴァリア、ジグレフスコエ、ポルニー・ノカウト、グリーン・ビール、ドルチェ・アイリス、シブ・ビール、ヤンタールノエ、ソロドフ、エルシストエ、バルハトノエ、ボゲムスコエ・スヴェトロエ、Ak Bars、カザフスタン・カラガンダのカラガンディスコーエ、モルドバ・キシナウ工場のヴィタンタ・プレミアムクラシック、セルビア・モンテネグロのWeifert、Weifert Belo、Pils Plus、Zajecarsko Pivo、Standardなどがある。このようなローカルブランド製品は、エフェスグループの国際部門の収益増加に貢献し続けている。
さらに、エフェス・ビヴァレッジグループはドイツのヴァルシュタイナー、オランダのバーヴァリア・プレミアムやグロールシュ、チェコのZlatopramen、メキシコのソルをロシアにおけるライセンス下にて生産している。

## 市場流通

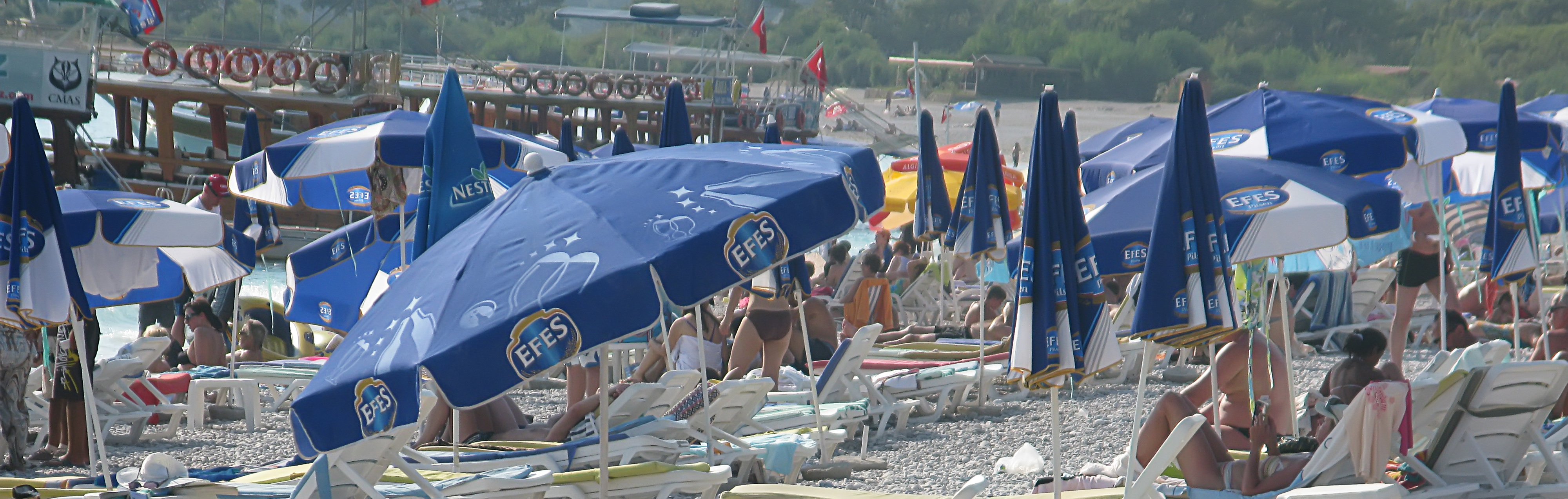
傘に表示されるエフェスの公告

トルコ国内市場では84％のシェアを有する他、エフェスはアフリカ、アジア、ヨーロッパ、北米、オセアニア合わせて50カ国以上の国に商品を輸出している。イギリスでは、パブチェーン店であるウェザースプーンにて販売されている。
エフェスはトルコ国内でコカ・コーラ社のフランチャイズを行っている企業としては最大のシェアを獲得しており、様々な清涼飲料水を生産している。コカ・コーラ社のCEOであるムフター・ケントは1999年から2005年までエフェス・ビヴァレッジグループのトップエグゼクティヴを務めていた。2014年現在のエフェスグループのトップはアレハンドロ・ヒメネスであるが、彼もまた1973年から2001年までの間コカ・コーラ社やその子会社であるパナムコで働いていた。
エフェス・ビールグループ（EBG）の主力であるエフェスブランドは2009年4月にロゴやラベル、ボトルデザインを一新した。